# Meroterpè
Un meroterpè és un compost químic que té una estructura terpenoide parcial.
Els terpenofenòlics són composts del que formen part els terpens i fenols naturals. Les plantes del gènere Humulus i Cànnabis, produeixen metabòlits terpenofenòlics. Exemples de terpenofenòlics són: 
- Bakuchiol
- Ferruginol
- Mutisiantol
- Totarol

Els terpenofenòlics també es poden aïllar a partir d'animals. Els terpenofenòlics metoxiconidiol, epiconicol i didehidroconicol, són aïllats del gènere Aplidium esp. densum, que mostren activitat antiproliferativa.